# Степове (Прилуцький район)
Степове́ — село в Чернігівській області України, є частиною Талалаївської селищної громади. За адміністративним поділом до липня 2020 року село входило до складу Талалаївського району, а після укрупнення районів входить до Прилуцького району. До 2020 року було підпорядковане Харківській сільській раді. Населення — 38 осіб, площа — 0,646 км².

## Історія
На мапі 1941 року позначене як радгосп, 1984 року - колгоспний двір села Степове.